# Ikspiari
Ikspiari (イクスピアリ) est la zone commerciale du Tokyo Disney Resort, ouverte depuis le 7 juillet 2000. Son nom viendrait d'un jeu de mots entre les mots anglais expérience et Peri.
C'est une énorme zone commerciale sur plusieurs étages située à côté de la gare ferroviaire de Maihama, porte d'entrée du complexe, avant l'entrée de Tokyo Disneyland. Une gare de monorail, la Disney Resort Line, jouxte le centre qui se prolonge par le Disney's Ambassador Hotel.
Le centre commercial inclut de nombreuses enseignes courantes de par le monde. Un Planet Hollywood, un Disney Store, un Rainforest Cafe ainsi qu'un complexe de cinéma AMC Theatres sont les grands lieux de divertissements, mais des marques comme Gap, Diesel ou The Body Shop ont aussi leurs boutiques.

## Le style architectural
Le centre commercial est constitué de trois bâtiments.
Le plus petit à l'entrée est circulaire, c'est la tour de Camp Nepos. Les couleurs sont pastel avec du rouge brique, du jaune sable et du bleu.
Ensuite un grand bâtiment de forme trapézoïdale avec des toitures bleu clair et des murs ocre jaune contient la majorité des boutiques. Il est adossé à une station de monorail.
Le deuxième niveau possède deux places à ciel ouvert. La plus petite place est située entre Museum Lane et Trail & Track, avec un escalier rejoignant le rez-de-chaussée. La plus grande place dessert Trail & Track et Theater Front. Autour de cette place on trouve le Disney Store et le Planet Hollywood. Le long du Disney Store une pente douce rejoint le rez-de-chaussée et la rue.

Le troisième niveau possède une rue découverte (Gracious Square) reliant le Camp Nepos à la grande place du deuxième niveau. Des mezzanines au troisième et au quatrième niveau existent au-dessus des places du deuxième étage.
Enfin un autre grand bâtiment accueille le cinéma. L'arrière du bâtiment est arrondi avec un jardin au pied. Au-dessus le toit possède une gigantesque inscription avec le nom du complexe.

## Les attractions d'Ikspiari
Ikspiari comporte plusieurs zones de commerces et de restauration mais aussi des zones de loisirs. En janvier 2005, OLC a annoncé l'ouverture conjointe d'un Cirque du soleil à proximité du complexe. Malgré l'arrêt du spectacle permanent du cirque, la salle continu à accueillir des événements.

### Camp Nepos
C'est un « monde de merveilles, d'aventures et de créativité pour les enfants ». Le principe est inspiré par le défunt concept de Club Disney, initié en 1997 en Californie.
 
Camp Nepos sert de scène pour l'éducation préscolaire des enfants pour « nourrir leurs esprits et enrichir leur cœur ». Le bâtiment consiste en trois étages représentant chacun un des éléments : l'océan, la terre et le ciel. 
Des programmes nombreux et variés  permettent aux enfants de 3 à 9 ans de s'éveiller au monde dont :
- Imagination Camp (2 heures) est un circuit semi dirigé d'aventures dans les trois étages.
- Free Play Camp (minimum 1 heure) permet aux enfants de choisir leurs activités et leur rythme.
- Baby Camp est un programme de crèche avec soin attentif dans un environnement « chaleureux et propre ».

Le bâtiment consiste en deux cylindres imbriqués, un grand de trois étages contient les zones pour les enfants. Le second plus petit accueille la boutique Neposhop, avec des articles sur le thème de l'éducation, et une boutique UNICEF proposant une gamme de plus de 150 objets, tels que des cartes, des mugs ou des peluches dont une partie du prix est reversée à cet organisme.
Devant le bâtiment une place en arc de cercle permet de rentrer dans le complexe commercial d'Ikspiari.

### AMC Ikspiari 16

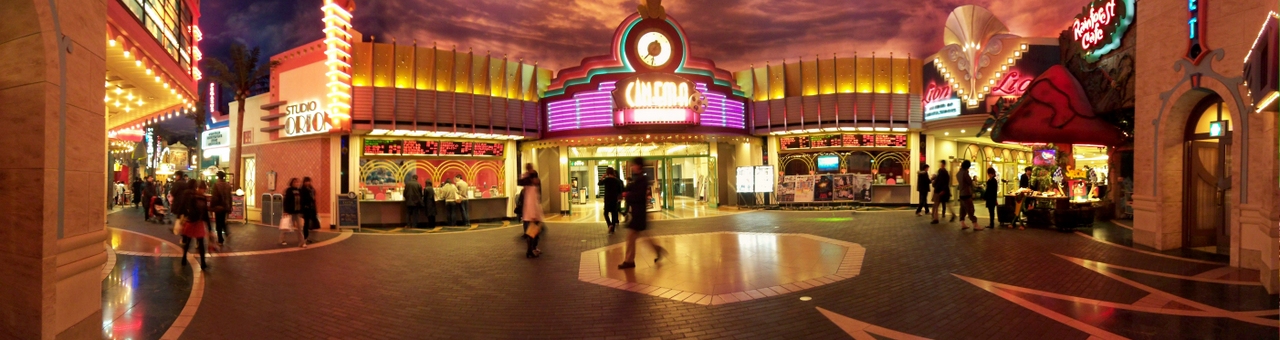
Panoramique de l'entrée du cinéma.

C'est un cinéma de la chaîne américaine de multiplexe AMC Theatres. C'est l'un des cinémas les mieux équipés de tout le Japon avec plusieurs salles certifiées THX. Les 16 salles accueillent de 135 à 361 spectateurs sans compter les places handicapées pour un total de plus de 3500 places.
L'accès se fait par le deuxième étage côté Theater Front. L'intérieur ressemble à la plupart des multiplexes actuels. Ici les 16 salles se répartissent en deux niveaux de 8 salles chacun. Au milieu un large couloir transversal dessert les salles, les grandes occupant le centre du complexe. Ce couloir est perpendiculaire au hall d'entrée.

## Les sections d'Ikspiari
La zone est découpée en neuf sections regroupant plus de 120 boutiques et restaurants. Des parkings ont été construits au rez-de-chaussée (parking A) et au sous-sol en dessous du cinéma et d'une partie de l'hôtel (parking B). Il faut entrer dans le parking A, qui sert principalement de dépose-minute, pour accéder au parking B. Un parking de surface existe dans le prolongement du centre après l'hôtel.

### The Courtyard
Situé au premier niveau, côté Camp Nepos, cette zone prend l'apparence d'un vieux marché. L'entrée se fait sous une verrière soutenue par une colonnade.
On peut y trouver :
- Great Beam Market un supermarché proposant des produits internationaux (à droite derrière Camp Nepos)
- Food Food un ensemble de 9 restaurants de gastronomies internationales (surtout française) rassemblés en un même lieu, à gauche de l'entrée.
- Une pharmacie Drug+Land
- Un fleuriste Florero
- Un centre de don du sang de la Croix-Rouge (accessible uniquement depuis la rue extérieure)

### Garden Site
Situé au premier niveau, derrière le cinéma et le long du jardin de l'hôtel Disney's Ambassador Hotel, cette section est basée sur la nature. La zone épouse la forme semi-circulaire du bâtiment. Les boutiques et restaurants proposent des produits naturels pour le corps.
On y trouve :
- The Body Shop la chaîne de produit de soins naturels pour le corps.
- Un masseur Le•temps
- Une manucure Ami True Nail
- Alan Wong's Hawaii un restaurant hawaïen avec vue sur le jardin.

et plusieurs boutiques d'accessoires de maisons et produits de beauté.

### Trader's Passage
Situé au deuxième niveau, côté Camp Nepos cette zone propose un panel de boutiques proposant des accessoires internationaux.
On y trouve :
- Archimedes Spiral pour des montres
- Boushiya Override, un chapelier (chapeaux et casquettes)
- Funny une boutique sur le western
- LeGLove pour des bas et des chaussettes
- Mikimoto International un joaillier
- Quatre Saisons des articles de France.

### Museum Lane
Situé au deuxième niveau, côté Camp Nepos, cette zone s'articule autour d'une ruelle sinueuse « parallèle » à Trader's Passage. Le thème est inspiré des cargaisons d'objets merveilleux et des objets d'arts apportés par les navires marchands.
On y trouve :
- Bree des sacs importés d’Allemagne
- La Droguerie des objets artisanaux français
- The Perfumers une parfumerie de luxe
- Lemontree et Entiere des bijouteries sur l'argent
- Maunakea Galleries des articles haiwaïens
- Inu no Seikatsu une boutique d'articles canins
- Minicar Gallery Pit et Tenshodo HBf des miniatures de collections (voitures pour le premier, trains pour le second)

### Trail & Track
Située au deuxième niveau, cette section propose des boutiques sur les sports et les vêtements confortables de tous les jours. Elle s'articule entre la grande place à ciel ouvert et l'entrée de la gare de monorail Disney Resort Line.
On y trouve :
- Pour les vêtements de style américain
  - Gap et Gap Kids
  - J. Crew
  - Eddie Bauer
  - Diesel (la marque de jeans)
- Benetton
- Aigle (marque française)
- Pour les articles de sports
  - Pearly Gates
  - Local Motion
  - Prospark
- Labrador Retoriever est une boutique de vêtements avec des motifs de labrador et Golden Retriever. (Le nom de la boutique est en partie une japonisation du nom anglophone).

### Theater Front
Cette section est principalement située au deuxième niveau mais elle s'étale aussi au premier et au troisième niveau. Elle sert également d'entrée au AMC Ikpsiari 16. On y retrouve les principaux éléments des zones commerciales des complexes Disney (Downtown Disney et Disney Village).
L'entrée se fait par la grande place circulaire du deuxième niveau faisant face à Trail & Track.

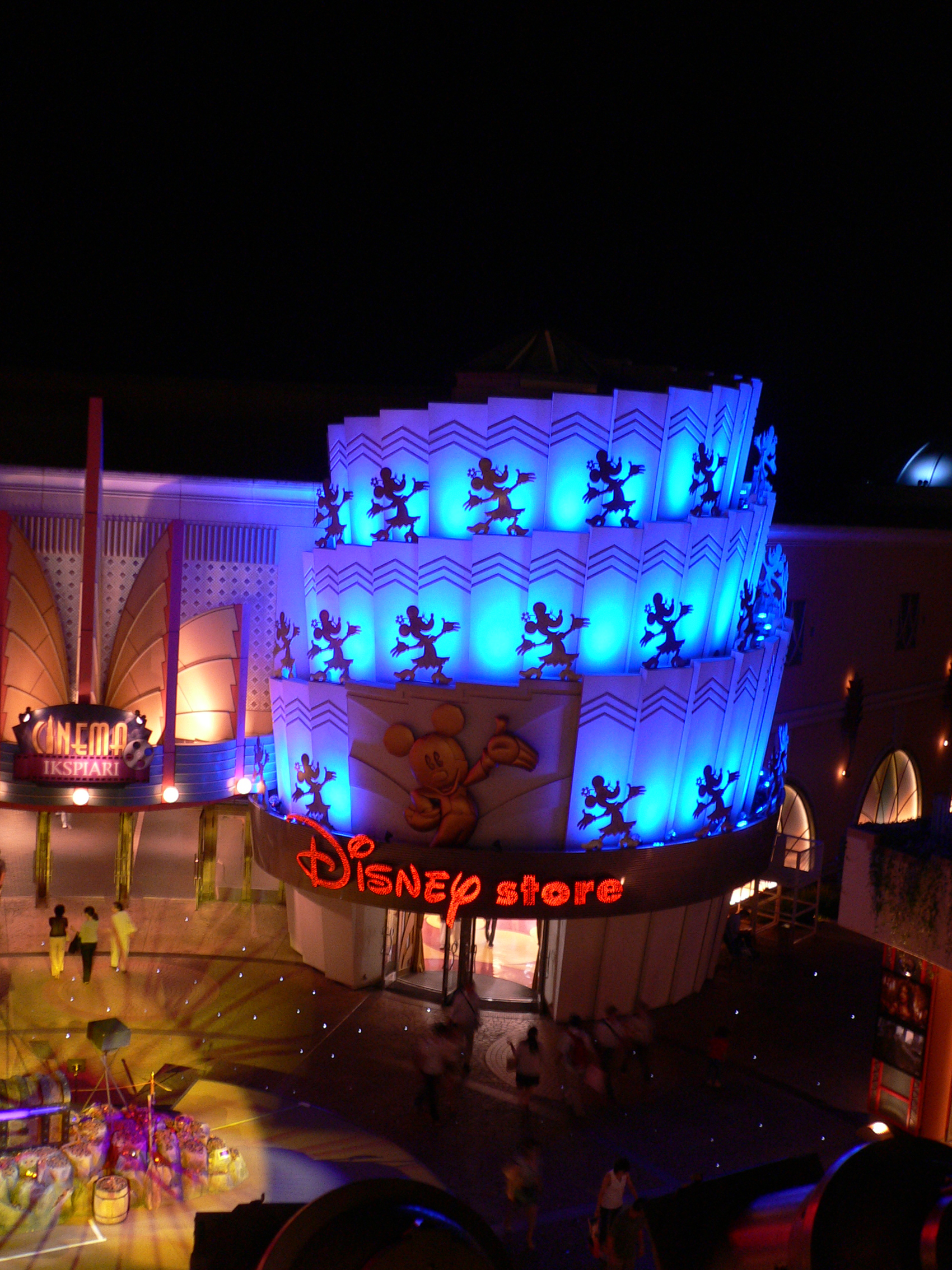
Le Disney Store.

- À droite un grand cylindre avec une frise en colimaçon orné de silhouette Minnie et d'un grand Mickey de bronze sert d'entrée au Disney Store. Le reste de la boutique s'étale dans le bâtiment jusqu'au bord de la rue.
- Juste à côté un autre cylindre ressemblant à une pellicule de film et surmonté d'une sphère bleue était l'entrée du Planet Hollywood. La sphère représentant la terre est ornée du nom du restaurant et d'une étoile rouge, et rappelle le logo de la marque. L'entrée servait de boutique tandis que le restaurant se situait au troisième niveau au-dessus du Disney Store. Le restaurant a fermé en avril 2009 à cause de la faillite de la société japonaise gérant l'activité.
- Un Shinseido se trouve de chaque côté de l'entrée du cinéma AMC Ikpsiari 16. C'est un magasin spécialisé dans les livres, CD et DVD. (C'est une Fnac ou un Virgin Megastore japonais).
- En face de l'entrée du cinéma se trouve un Rainforest Cafe. L'entrée est au deuxième niveau et sert de boutique tandis que la salle du restaurant se trouve en dessous au premier niveau.

On y trouve aussi :
- Un café Segafredo Zanetti (face au cinéma)
- Studio Ikspiari, une station de radio pour le complexe et ses alentours.

### B'Way
Cette section est située au deuxième niveau derrière le cinéma au-dessus de Garden Site. Elle adopte le thème des coulisses de films principalement les costumes. C'est en réalité le lieu des boutiques de vêtements à la mode.

On y trouve :
- une boutique Claire's d'accessoires de mode.
- Esperanza une boutique de chaussures pour femme
- XLARGE X-girl une boutique de « fringues » larges
- R.N.A MEDIA un magasin de jeans et vêtement pour la rue
- Select A une bijouterie d'objets en argent.

### Gracious Square
Située sur l'intégralité du troisième niveau, cette section s'articule autour d'une rue à ciel ouvert (au-dessus de Trader's Passage et Trail & Track). Au milieu de la zone se trouve la sortie du monorail Disney Resort Line. Elle propose une grande variété de boutiques de mode plutôt de luxe et internationales.

On y trouve :
- 1er étage un boutique de chapeau
- Agatha des accessoires de mode français
- BCBG Maxazria des objets conçu par Max Azria
- Paul Smith des vêtements pour hommes de la marque homonyme
- Tiffany & Co. un célèbre bijoutier
- Monsoon Café un restaurant asiatique de la chaîne Global Dining
- Escale a Saigon un restaurant vietnamien
- Pierre Hermé, Salon de Thé du « célèbre » pâtissier français (comme indiqué dans le nom)

### Chef's Row
Située au quatrième et dernier niveau du complexe, c'est une zone exclusivement de restauration. Elle occupe l'espace au-dessus de Gracious Square correspondant au Tail & Track. Une mezzanine s'ouvre au-dessus de la grande place circulaire du deuxième niveau.

On y trouve :
- Club IKSPIARI un restaurant karaoké salle de spectacle
- Old Owl un pub anglais
- Katsugen un restaurant de spécialité Tonkatsu
- Queen Alice de la cuisine française par le chef Ishinabe
- Roti's House de la cuisine européenne avec de la bière
- Shin Yeh  de la cuisine japonaise taiwanaise
- Sukiyaki Imahan  de la cuisine japonaise
- Tsukiji Tamazushi de la cuisine japonaise
- Torcedor un café avec cave à cigares